# Sakon Nakhon FC
Der Sakon Nakhon Football Club (thailändisch สโมสรฟุตบอลจังหวัดสกลนคร) ist ein thailändischer Fußballverein aus Sakon Nakhon. Aktuell spielt der Verein in der vierten Liga, der Thailand Semi-Pro League.

## Vereinsgeschichte
Der Verein wurde 2005 gegründet. Von 2009 bis 2016 spielte der Verein in der dritten Liga, der Regional League Division 2. Hier trat er in der North/Eastern-Region an. Mit Einführung der Ligareform 2017 spielt der Verein in der vierten Liga, der Thai League 4. Er tritt ebenfalls in der North/Eastern-Region an.

## Stadion

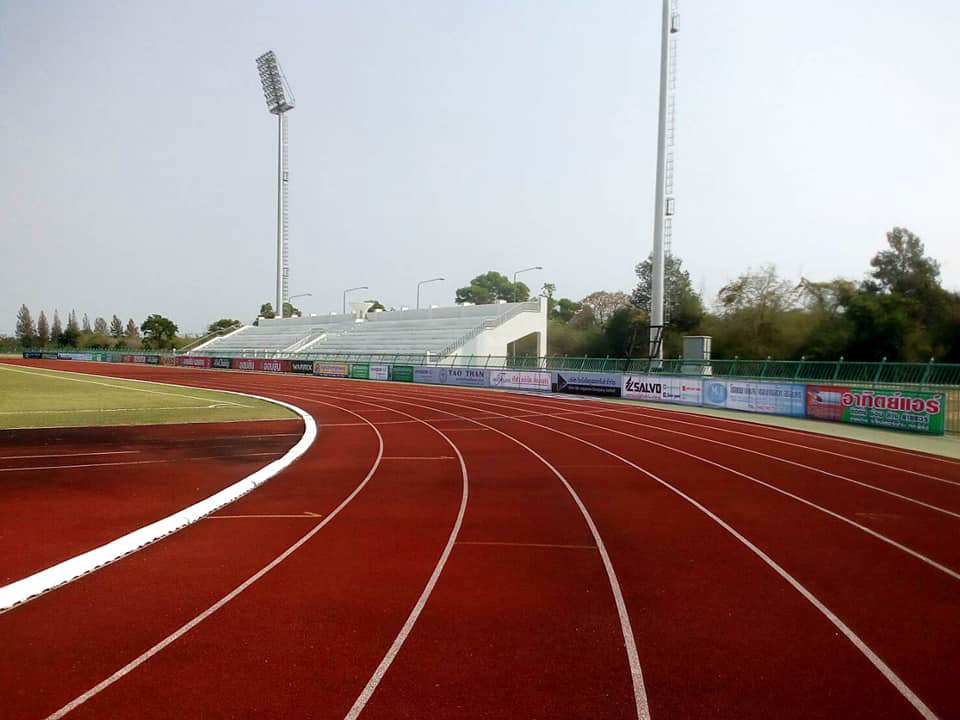
SAT Stadium Sakhon Nakon

Seine Heimspiele trägt der Verein im Sakon Nakhon SAT Stadium, auch Sakon Nakhon Province Stadium genannt, in Sakon Nakhon aus. Das Mehrzweckstadion hat ein Fassungsvermögen von 2000 Personen. Eigentümer sowie Betreiber ist die Sports Authority of Thailand (SAT).

### Spielstätten
| Saison         | Stadion                                  | Standort                           | Kapazität | Eigentümer                         | Koordinaten                      |
| -------------- | ---------------------------------------- | ---------------------------------- | --------- | ---------------------------------- | -------------------------------- |
| 2007 bis 2009  | Sakolrajwittayanukul School Stadium      | Sakon Nakhon, Provinz Sakhon Nakon | N/A       | Sakolrajwittayanukul School        | 17° 10′ 15,7″ N, 104° 8′ 56,6″ O |
| 2010 bis 2015  | Sakon Nakhon City Municipality Stadium   | Sakon Nakhon, Provinz Sakhon Nakon | 1514      | Sakon Nakhon City Municipality     | 17° 8′ 46″ N, 104° 9′ 25,2″ O    |
| 2016           | Sakon Nakhon Rajabhat University Stadium | Sakon Nakhon, Provinz Sakhon Nakon | N/A       | Sakon Nakhon Rajabhat University   | 17° 11′ 26,2″ N, 104° 5′ 35″ O   |
| 2017 bis heute | Sakon Nakhon SAT Stadium                 | Sakon Nakhon, Provinz Sakhon Nakon | 2000      | Sports Authority of Thailand (SAT) | 17° 12′ 4,7″ N, 104° 6′ 21,5″ O  |

## Saisonplatzierung
| Saison  | Liga                                    | Liga  | Liga   | Liga | Liga | Liga | Liga  | Liga   | Liga     | Pokal  | Pokal                  |
| Saison  | Liga                                    | Level | Spiele | S    | U    | N    | Tore  | Punkte | Position | FA Cup | League Cup             |
| ------- | --------------------------------------- | ----- | ------ | ---- | ---- | ---- | ----- | ------ | -------- | ------ | ---------------------- |
| 2009    | Regional League Division 2 – North/East | 3     | 20     | 6    | 2    | 12   | 25:48 | 20     | 9.       |        |                        |
| 2010    | Regional League Division 2 – North/East | 3     | 30     | 11   | 5    | 14   | 39:56 | 38     | 8.       |        |                        |
| 2011    | Regional League Division 2 – North/East | 3     | 30     | 10   | 7    | 13   | 49:60 | 37     | 10.      |        |                        |
| 2012    | Regional League Division 2 – North/East | 3     | 30     | 5    | 5    | 20   | 31:67 | 20     | 14.      |        | 2. Qualifikationsrunde |
| 2013    | Regional League Division 2 – North/East | 3     | 30     | 9    | 5    | 16   | 39:62 | 32     | 11.      |        | 1. Qualifikationsrunde |
| 2014    | Regional League Division 2 – North/East | 3     | 26     | 3    | 6    | 17   | 20:52 | 15     | 13.      |        | 1. Qualifikationsrunde |
| 2015    | Regional League Division 2 – North/East | 3     | 34     | 6    | 4    | 24   | 34:88 | 22     | 16.      |        |                        |
| 2016    | Regional League Division 2 – North/East | 3     | 26     | 10   | 5    | 11   | 35:41 | 35     | 7.       |        | 1. Qualifikationsrunde |
| 2017    | Thai League 4 – North/East              | 4     | 33     | 14   | 5    | 14   | 45:43 | 47     | 5.       |        |                        |
| 2018    | Thai League 4 – North/East              | 4     | 26     | 7    | 8    | 11   | 32:45 | 29     | 11.      |        | Qualifikation play-off |
| 2019    | Thai League 4 – North/East              | 4     | 24     | 7    | 8    | 9    | 39:44 | 29     | 8.       |        |                        |
| 2020    | Thai League 4 – North/East              | 4     | 2      | 1    | 0    | 1    | 4:4   | 3      | 6.       |        |                        |
| 2020/21 | Thai League 3 – North/East              | 3     | 16     | 2    | 6    | 8    | 15:25 | 12     | 10.      |        |                        |
| 2021/22 | Thai League 3 – North/East              | 3     | 24     | 8    | 8    | 8    | 38:35 | 32     | 8.       |        |                        |
| 2022/23 | Thai League 3 – North/East              | 3     | 24     | 0    | 6    | 18   | 18:60 | 6      | 13. ▼    |        |                        |
| 2024    | Thailand Semi-Pro League                | 4     |        |      |      |      |       |        |          |        |                        |

| Abbruch nach dem zweiten Spieltag aufgrund der COVID-19-Pandemie |

## Beste Torschützen seit 2017
| Saison  | Name               | Tore |
| ------- | ------------------ | ---- |
| 2017    | Decha Sirifong     | 12   |
| 2018    | Decha Sirifong     | 8    |
| 2019    | Niyom Coomchompoo  | 13   |
| 2020/21 | Michael Wellington | 4    |
| 2021/22 | Nicolás Torres     | 13   |
| 2022/23 | Nicolás Torres     | 6    |